# Cheumatopsyche flavellata
Cheumatopsyche flavellata là một loài Trichoptera trong họ Hydropsychidae. Chúng phân bố ở miền Cổ bắc.